# Liste der Kulturdenkmale in Obermaßfeld-Grimmenthal
Die Liste der Kulturdenkmale in Obermaßfeld-Grimmenthal umfasst die als Ensembles, Straßenzüge und Einzeldenkmale erfassten Kulturdenkmale in der thüringischen Gemeinde Obermaßfeld-Grimmenthal im Landkreis Schmalkalden-Meiningen mit dem Stand vom 24. Februar 2025.
Die Angaben in der Liste ersetzen nicht die rechtsverbindliche Auskunft der zuständigen Denkmalschutzbehörde.

## Legende
- Bild: zeigt ein Bild des Kulturdenkmals und gegebenenfalls einen Link zu weiteren Fotos des Kulturdenkmals im Medienarchiv Wikimedia Commons
- Bezeichnung: Name, Bezeichnung oder die Art des Kulturdenkmals
- Lage: Wenn vorhanden Straßenname und Hausnummer des Kulturdenkmals; Grundsortierung der Liste erfolgt nach dieser Adresse. Der Link Karte führt zu verschiedenen Kartendarstellungen und nennt die Koordinaten des Kulturdenkmals.
 Kartenansicht, um Koordinaten zu setzen – in dieser Kartenansicht sind Kulturdenkmale ohne Koordinaten mit einem roten bzw. orangen Marker dargestellt und können in der Karte gesetzt werden. Kulturdenkmale ohne Bild sind mit einem blauen bzw. roten Marker gekennzeichnet, Kulturdenkmale mit Bild mit einem grünen bzw. orangen Marker.
- Datierung: gibt das Jahr der Fertigstellung beziehungsweise das Datum der Erstnennung oder den Zeitraum der Errichtung an
- Beschreibung: bauliche und geschichtliche Einzelheiten des Kulturdenkmals, vorzugsweise die Denkmaleigenschaften
- ID: Die ID identifiziert das Kulturdenkmal eindeutig. In Thüringen sind aktuell keine IDs veröffentlicht. In der ID-Spalte kann sich auch folgendes Icon  befinden, dies führt zu Angaben zu diesem Kulturdenkmal bei Wikidata.

## Ensembles
| Bild            | Bezeichnung                                             | Lage                | Datierung | Beschreibung | ID |
| --------------- | ------------------------------------------------------- | ------------------- | --------- | ------------ | -- |
| Fotos hochladen | Bauliche Gesamtanlage Historischer Ortskern Obermaßfeld | Obermaßfeld (Karte) |           |              |    |

## Einzeldenkmale nach Gemarkungen

### Obermaßfeld
| Bild                                    | Bezeichnung                                                   | Lage                                                                      | Datierung | Beschreibung                                   | ID |
| --------------------------------------- | ------------------------------------------------------------- | ------------------------------------------------------------------------- | --------- | ---------------------------------------------- | -- |
| BW                                      | Ehemaliger Verwaltungs- und Schulkomplex, sogenannter Saathof | Frankeninsel 2, 3 (Karte)                                                 |           |                                                |    |
| BW                                      | Pfarrhaus                                                     | Gartenstraße 2 (Karte)                                                    |           |                                                |    |
| Direkt Bild zu diesem Denkmal hochladen | Brunnen                                                       | Hauptstraße, Flurstück161/9                                               |           | Laufbrunnen                                    |    |
| BW                                      | Meßstein                                                      | Hauptstraße, Mauer am Dorfplatz, Flurstück 161/26 (Karte)                 |           |                                                |    |
| weitere Bilder Fotos hochladen          | Kirchenburg, Evangelische Kirche St. Stephan                  | Obermaßfeld, Hauptstraße, Flurstück 20/2 (Karte)                          |           | samt künstlerischer Ausstattung                |    |
| BW                                      | Bering                                                        | Obermaßfeld, Hauptstraße, Flurstück 20/2 (Karte)                          |           |                                                |    |
| BW                                      | Gaden                                                         | Obermaßfeld, Hauptstraße, Flurstück 20/2 (Karte)                          |           |                                                |    |
| BW                                      | Torturm                                                       | Obermaßfeld, Hauptstraße, Flurstück 20/2 (Karte)                          |           |                                                |    |
| BW                                      | Kirchhof                                                      | Obermaßfeld, Hauptstraße, Flurstück 20/2 (Karte)                          |           |                                                |    |
| weitere Bilder Fotos hochladen          | Brückenkapelle                                                | Hauptstraße, Flurstück 20/2 (Karte)                                       |           | Brückenkapelle mit Ausstattung, Flurstück 21/2 |    |
| weitere Bilder Fotos hochladen          | Steinbogenbrücke                                              | Hauptstraße o. Nr., L 1131, Flurstücke 272/29, 21/2, 161/23, 5/10 (Karte) |           |                                                |    |
| BW                                      | Wohnhaus                                                      | Hauptstraße 2 (Karte)                                                     |           |                                                |    |
| weitere Bilder Fotos hochladen          | Wohnhaus                                                      | Hauptstraße 15 (Karte)                                                    |           |                                                |    |
| Fotos hochladen                         | Wohnhaus                                                      | Hauptstraße 19 (Karte)                                                    |           |                                                |    |
| BW                                      | Feierabendheim „Wallfahrt Grimmenthal“                        | Grimmenthal, Hauptstraße 61, 63, 165 (Karte)                              |           |                                                |    |
| BW                                      | Wohnhaus                                                      | Kapellenstraße 6, 6b (Karte)                                              |           |                                                |    |
| BW                                      | Wohn- und Geschäftshaus                                       | Kapellenstraße 14, Flurstück 221 / 3 (Karte)                              |           |                                                |    |
| BW                                      | Nebengebäude                                                  | Kapellenstraße 14, Flurstück 221 / 3 (Karte)                              |           |                                                |    |
| BW                                      | Grundstück                                                    | Kapellenstraße 14, Flurstück 221 / 3 (Karte)                              |           |                                                |    |
| BW                                      | Einfriedung                                                   | Kapellenstraße 14, Flurstück 221 / 3 (Karte)                              |           |                                                |    |
| BW                                      | Laufbrunnen                                                   | Lutherstraße, vor Nr. 1, Flurstück 161/26 (Karte)                         |           |                                                |    |
| BW                                      | Wohnhaus                                                      | Lutherstraße 3 (Karte)                                                    |           |                                                |    |
| BW                                      | Wohnhaus                                                      | Lutherstraße 14 (Karte)                                                   |           |                                                |    |
| BW                                      | Wegweiser                                                     | Meininger Straße/Ecke Frankeninsel, Flurstück 403/5 (Karte)               |           |                                                |    |
| BW                                      | Wohnhaus mit Grundstück                                       | Ritschenhäuser Straße 1 (Karte)                                           |           |                                                |    |
| BW                                      | Transformatorenstation                                        | Obermaßfeld, Werrastraße, Flurstück 20/2 (Karte)                          |           |                                                |    |
| BW                                      | Lindenplatz                                                   | Flurstück 161/26 (Karte)                                                  |           |                                                |    |

## Ehemalige Kulturdenkmale
| Bild                                    | Bezeichnung   | Lage                     | Datierung | Beschreibung | ID |
| --------------------------------------- | ------------- | ------------------------ | --------- | ------------ | -- |
| Direkt Bild zu diesem Denkmal hochladen | Figurengruppe | Frankeninsel, Am Saathof |           |              |    |